# Торпедо (клуб по хоккею с мячом, Красноярск)
«Торпе́до» — российский клуб по хоккею с мячом, представлявший город Красноярск в 1947-2000 годах.
Выступал в высшей лиге в 1953-1957 годах и в 1961 году. Бронзовый призёр чемпионата СССР 1953 года.

## История
Команда была основана в 1947 году при Красноярском заводе комбайнов (созданном на базе эвакуированного завода самоходных комбайнов).
Организаторами команды стали игроки московского «Локомотива» В. Я. Шевелев, А. М. Мартынов и Н. М. Мартынов. В 1948 году команда смогла выиграть Кубок города, выиграв у «Динамо».
В 1950 году «Трактор» совершил сенсацию, дойдя до финала Кубка СССР, где уступил московскому «Динамо».
В 1951 году команда должна была играть за право выступать в чемпионате СССР против московского «Спартака». Из-за отказа москвичей, команда стала выступать во второй группе.
Выиграв турнир, «Трактор» перешёл в первую группу и в чемпионате 1953 года завоевал бронзовые медали.
В середине 1950-х годов завод существенно сократил выпуск военной продукции, финансирование команды стало проблематичным.
В 1958 году вместо «Трактора» в чемпионате стал выступать «Локомотив». А заводская команда стала играть в чемпионате города.
В 1961 году команда провела еще один сезон в чемпионате СССР. Но в 1962 года команда прекратила выступления на всесоюзной арене. В 1981-1983 году в качестве фарм-клуба «Енисея» команда играла в первой лиге.
В 2000 году команда была расформирована.
За пять сезонов в высшей лиге (1953-1957, 1961) команда провела 94 игры (29 побед, 18 ничьих, 47 поражений; разница мячей 207-249).
В первой лиге за три сезона (1952, 1981-1983) команда провела 67 игр (33 победы, 9 ничьих, 45 поражений; разница мячей 245-309).

## Достижения
Бронзовый призёр чемпионата СССР — 1953 

 Финалист Кубка СССР — 1953
 Победитель турнира второй группы (Первая лига) — 1952
 Бронзовый призёр Кубка ВЦСПС — 1951 

 Серебряный призёр Спартакиады профсоюзов — 1956 

 Серебряный призёр Кубка ЦС «Трактор» — 1952

## Тренеры
- 1947-48 — В. Я. Шевелёв
- 1948-50 — Н. М. Мартынов
- 1950-52 — И. А. Дворников
- 1952-57 — В. Я. Шевелёв
- 1960-61 — А. П. Коротченко
- 1968-72 — В. Я. Шевелёв
- 1979-81 — А. П. Коротченко
- 1981-89 — В. М. Лысов